# Batalha de Heracleia
A Batalha de Heracleia foi travada em 280 a.C. na cidade lucânia de Heracleia, a moderna Policoro, dando início à Guerra Pírrica. Estas guerras foram, em última instância, das cidades-estado da Magna Grécia para impedir a expansão da jovem República Romana pelo sul da Itália. Para conseguir impedir os romanos, elas pediram ajuda ao rei Pirro do Epiro; daí o nome da guerra.
Esta guerra levou ao confronto, de um lado as legiões romanas, cerca de 30 000 soldados comandados pelo cônsul Públio Valério Levino, e, de outro, as forças gregas combinadas do Reino do Epiro, e das cidades de Taranto, Túrios, Metaponto e Heracleia, um total de 25 000 homens e 20 elefantes de guerra, comandados por Pirro, um dos mais habilidosos generais de sua época.
Os gregos conseguiram a vitória principalmente por que os elefantes eram animais desconhecidos dos romanos e o pavor que provocaram colocaram em fuga as fileiras romanas.
Do ponto de vista político, a vitória grego-epirota foi muito rentável, pois significou a incorporação à coalização grega de uma grande quantidade de cidades da Magna Grécia, até então indecisas, que buscaram a proteção do rei epirota. Além disto, a vitória, do ponto de vista militar, foi decisiva para Pirro, mas também serviu para uma grande quantidade de cidades da Campânia e do Lácio reafirmarem sua fidelidade à República Romana.
Foi o primeiro embate entre os mundos romano e helênico.

## Contexto
No final do século IV a.C., Taranto era uma das mais importantes colônias gregas na Magna Grécia, que, por sua vez, não era uma entidade política, mas um conjunto de cidades criadas nos séculos V e IV a.C. por colonos gregos no sul da península itálica e que estavam em constante guerra entre si. Taranto, por exemplo, era uma antiga colônia espartana
.
Os dirigentes de Taranto, que na época eram os democratas Filocares e Enésias, eram contrários à República Romana por temerem perder a independência da cidade perante os ambiciosos romanos, em plena expansão. Esta má impressão se acentuou depois de algumas ações romanas: a aliança entre os romanos e os lucanos em 298 a.C., a vitória na Terceira Guerra Samnita, em 291 a.C., a submissão dos sabinos no ano seguinte e a vitória sobre etruscos e gauleses na Batalha do Lago Vadimo em 283 a.C..
O historiador Pierre Grimal ressalta as boas relações entre Roma e as cidades gregas durante as guerras samnitas e o desenvolvimento das relações comerciais romanas com o oriente.
As guerras samnitas foram uma sequência de três conflitos travados no intervalo de cinquenta anos na segunda metade do século IV a.C. entre romanos e samnitas, um povo nativo da península Itálica. Foram muito difíceis, chegando até mesmo a ameaçar a própria existência de Roma, mas acabaram com a submissão dos samnitas ao poderio romano.
As complicações nesta guerra levaram a assinatura de um tratado em 303 a.C. entre Roma e Taranto, proibindo que os navios romanos navegassem a leste do cabo Lacínio, perto de Crotona, em troca da neutralidade de Taranto na guerra contra seus vizinhos. Este tratado impedia que os barcos da República Romana atravessassem o golfo de Taranto para realizar negócios com a Grécia e com o oriente, mas, como naquele momento as guerras na própria península Itálica eram o problema principal a ser resolvido, o tratado ficou em segundo plano. Apesar de que, segundo o historiador Marcel Le Glay, para uma facção política em Roma, liderada pelos Fábios, especialmente  Quinto Fábio Máximo Gurges, e outras grandes famílias campânias que eram a favor da expansão romana pelo sul da Itália e além, o bloqueio dos direitos de navegação era motivo de guerra entre romanos e tarantinos.
Assim, os romanos começaram a estender seu controle por todo o sul da península, fundando colônias na Apúlia e na Lucânia, capturando a estratégica Venúsia (291 a.C.). Até 285 a.C., depois de uma batalha contra os samnitas, as forças romanas intervieram nas colônias gregas, como foi o caso de Crotona, Locros e Régio, para protegê-las de ataques lucanos e brútios.
Os democratas de Taranto sabiam que, assim que Roma acabasse com a guerra contra seus vizinho, os romanos tentariam se apoderar da cidade. Além disto, os tarantinos se inquietaram ainda mais ao ver como os aristocratas de Túrios decidiram, em 282 a.C., abrigar uma guarnição romana para fazer frente aos ataques dos lucanos que viviam nas montanhas. Outra guarnição de soldados campânios, que eram aliados dos romanos, foi instalada em Régio, colocando o estreito de Messina sob proteção romana. Estes atos foram considerados ofensivos à liberdade das colônias gregas na Magna Grécia.
Os aristocratas, liderados por Agis, a segunda força política de Taranto, não se opuseram à aliança com Roma se lhes fosse permitido que recuperar o controle da cidade. Esta posição os tornou muito impopulares entre a população tarantina.

## Início do conflito

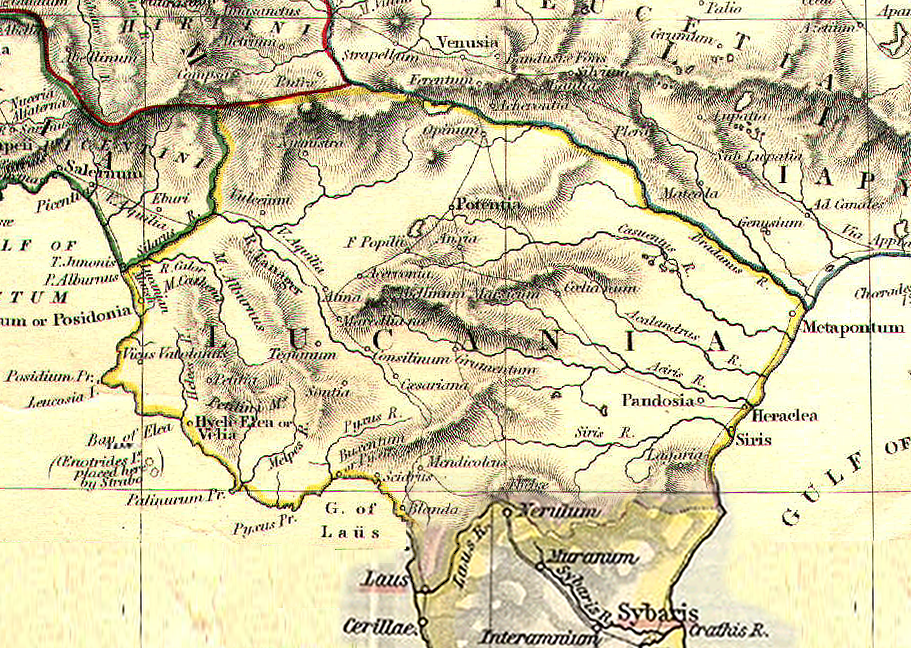
Mapa da Lucânia

No outono de 282 a.C., Taranto celebrava seu festival em homenagem a Dioniso em seu anfiteatro a beira mar quando seus habitantes avistaram uma frota romana entrando no golfo de Taranto. A frota era composta por dez trirremes dirigidos por Públio Cornélio Dolabela que seguiam para a guarnição romana em Túrios em missão de observação segundo o historiador Apiano.
Os tarantinos, furiosos pela violação romana ao antigo tratado, lançaram sua própria marinha contra os navios romanos e, durante o combate, quatro navios romanos foram afundados e um, capturado. O historiador romano Dião Cássio deu uma outra versão para o incidente: segundo esta versão, Lúcio Valério, enviado a Roma por Taranto, se aproximou da cidade e os tarantinos, bêbados por causa das bacanais, acreditaram tratar-se de um ataque direto romano e enviara sua frota, que derrotou os romanos. Depois deste feito, a marinha tarantina atacou Túrios e reconduziu os democratas ao poder, perseguindo os aristocratas, que eram os aliados de Roma. A guarnição romana foi expulsa.
Os romanos em seguida enviaram uma missão diplomática liderada por Póstumo. Segundo Dião Cássio, os embaixadores romanos foram recebidos com insultos e afrontas pelos tarantinos, com um bêbado chegando ao ponto de urinar na toga de Póstumo. Foi então que o embaixador romano teria dito: "Riam, riam! Vosso sangue lavará minha roupa!".
Por outro lado, Apiano apresenta uma versão mais neutra deste encontro: os romanos teriam exigido a libertação dos prisioneiros (apresentados como simples observadores), o retorno dos cidadãos de Túrios haviam sido expulsos e uma indenização pelos danos causados. Também exigiram a entrega dos autores dos crimes. As reivindicações romanas e o grande choque cultural — os embaixadores, por exemplo, falavam muito mal o grego e suas togas provocavam riso entre os tarantinos — provocaram grande repulsa na população. Por tudo isto, as reivindicações foram recusadas e Roma se sentiu no direito de declarar sua guerra "justa" a Taranto. Sabendo de suas parcas possibilidades de vitória contra os poderosos romanos, os tarantinos pediram ajuda de Pirro, rei do Epiro.

## Primeiras intervenções

Avanço de Pirro em direção a Roma depois da Batalha de Heracleia

Em 281 a.C., sob a liderança do cônsul Lúcio Emílio Bárbula, as legiões romanas invadiram Taranto e saquearam a cidade, apesar dos reforços samnitas e messápios. Depois da derrota, os gregos elegeram o aristocrata Agis como representante para tentar uma trégua e iniciar as conversações. Porém, as negociações foram interrompidas com o desembarque da vanguarda epirota na primavera do ano seguinte, composta por 3 000 soldados comandados por Milo de Taranto. Depois do reinício das hostilidades, Bárbula foi obrigado a fugir sob pressão dos navios gregos.
A decisão de Pirro de ajudar a cidade de Taranto contra os romanos foi motivada pela ajuda que esta lhe deu durante a conquista de Corfú pelos epirotas. Além disto, os tarantinos lhe ofereceram um possível exército de 150 000 homens e 20 000 cavaleiros recrutáveis entre samnitas, lucanos e brútios. Como o objetivo principal era reconquistar a Macedônia, perdida em 285 a.C. para Lisímaco, e, naquele momento, não tinha recursos suficientes em seu reino para recrutar novos soldados, aceitou ajudar Taranto.
O comandante grego planejava ajudar Taranto e seguir depois para a Sicília para atacar Cartago. Depois de ter amealhado um butim considerável nesta guerra e na conquista do sul da Itália, Pirro previa reorganizar seu exército para, em seguida, dar início à sua desejada reconquista da Macedônia.

## Preparativos
Antes de partir de Epiro, Pirro tomou emprestadas algumas falanges do novo rei da Macedônia,  Ptolomeu Cerauno (r. 281–279 a.C.) e pediu ajuda financeira e marítima a Antíoco I, rei da Síria selêucida, e a Antígono II Gônatas (filho de Demétrio Poliórcetes), do Egito ptolemaico, que lhe prometeu ainda mais 4 000 soldados de infantaria, 5 000 de cavalaria e 20 elefantes de guerra. Parte destas forças ficaram encarregadas de defender o Reino do Epiro na ausência de Pirro.
O monarca epirota recrutou ainda uma grande quantidade de soldados gregos como, por exemplo, a cavalaria da Tessália e arqueiros rodenses.
Na primavera de 280 a.C., o exército grego embarcou para a costa italiana e envio à frente uma vanguarda de 3 000 homens comandada por Cineas; logo atrás dele vinham 20 000 soldados, 3 000 cavalos, 20 elefantes, 2 000 arqueiros e 500 fundeiros.
Os romanos, cientes da chegada iminente das hostes epirotas, decidiram mobilizar oito legiões com suas tropas auxiliares. Estas oito legiões, que somavam 80 000 soldados no total, divididas em quatro exércitos. O primeiro exército, comandado pelo procônsul Lúcio Emílio Bárbula, tinha ordens de manter ocupados os samnitas e lucanos com o objetivo de evitar que eles se juntassem ao exército principal epirota. Este exército estava acampado em Venúsia. O segundo ficou encarregado de proteger Roma e o terceiro, sob o comando do cônsul Tibério Coruncânio, foi enviado para o norte, para lutar contra os etruscos e impedir que eles se aliassem às cidades gregas. O último, sob o comando do outro cônsul, Públio Valério Levino, foi enviado para atacar Taranto e assolar a Lucânia, com o objetivo de separar as tropas epirotas dos exércitos das colônias de Brúcio.
Levino decidiu capturar Heracleia, uma cidade fundada pelos tarantinos, para interromper o caminho de Pirro até Brútio, evitando um levante delas contra Roma.

## Exércitos
A fonte habitual para os detalhes das batalhas desta época é o escritor Lívio, mas, infelizmente, sua "História de Roma" para este período está incompleta. Com a falta de detalhes em outros autores antigos, a quantidade de soldados gregos é fornecida por Plutarco e a de romanos se baseia em estimativas modernas, imprecisas, das forças romanas e de seus aliados.
| República Romana | Epiro e Taranto |
| --- | --- |
| Comandante : Públio Valério Levino - 16 800 legionários romanos divididos em quatro legiões. - 20 000 soldados auxiliares das cidades aliadas repartidos entre as quatro legiões. - 1 200 cavaleiros romanos. - Cavalaria aliada formada por alguns milhares de soldados. Alguns dos soldados tinha como missão proteger o acampamento romano e, por isso, não participaram dos combates. | Comandante : Pirro de Epiro - 20 000 soldados de infantaria. - 3 000 cavaleiros, incluída a da Tessália. - 3 000 hipaspistas, comandados por Milo de Taranto. - 2 000 arqueiros. - 500 fundeiros rodenses. - Hoplitas e cavaleiros de Taranto. - 20 elefantes de guerra. |

## Batalha
O comandante epirota decidiu não marchar imediatamente para Roma por que queria obter, antes, o apoio de seus aliados na Magna Grécia. Neste ínterim, Valério Levino marchou pela Lucânia arrasando tudo pelo caminho para impedir que lucanos e brútios se unissem a Pirro. Quando percebeu que os reforços lucanos e brútios demorariam para chegar, Pirro decidiu aguardar os romanos numa planície gramada perto do rio Siris, que ficava entre as cidades de Heracleia e Pandosia. Ali tomou posição e decidiu esperar os romanos, confiando que as dificuldades dos romanos para cruzar o rio dariam tempo para que seus aliados chegassem.
Antes de iniciar o combate, Pirro enviou seus diplomatas até o cônsul Valério Levino para propor que ele próprio arbitrasse o conflito entre Roma e as populações do sul da Itália e, além disto, para prometer que seus aliados respeitariam sua decisão se os romanos aceitassem. Os romanos recusaram a proposta e acamparam na planície situada na margem norte do Siris. Não se sabe quantas tropas Pirro deixou em Taranto, mas sabe-se, graças a Plutarco, que havia entre 25 e 30 mil soldados gregos em Heracleia, o que indica que eles estavam em desvantagem numérica em relação aos romanos. As falanges gregas se posicionaram na margem sul do rio Siris.
Dionísio de Halicarnasso, em sua "Antiguidades Romanas" e Plutarco, que se inspirou em Dionísio para sua "Vida de Pirro", são as fontes que fornecem mais detalhes sobre o que teria acontecido na batalha.
Ao amanhecer, os romanos começaram a atravessar o rio Siris e a cavalaria romana começou a atacar os flacos dos batedores gregos e sua infantaria ligeira, que foram forçados a fugir. Tão logo se soube que os romanos haviam cruzado o rio, a cavalaria macedônica e a tessália receberam ordens de atacar a cavalaria romana. A infantaria grega, composta por peltastas, arqueiros e a infantaria pesada, começou a marchar adiante. A cavalaria da vanguarda grega conseguiu desorganizar as tropas romanas e provocar sua retirada.
Durante o combate, Oblaco Volsínio, líder de um destacamento auxiliar da cavalaria romana, encontrou Pirro, que vestia equipamentos e armas próprios de um rei. Ele o seguiu em seus movimentos e finalmente conseguiu feri-lo ao derrubá-lo de seu cavalo, mas, pouco depois, acabou morto pela guarda pessoal do rei. O comandante grego, para evitar tornar-se alvo muito fácil, entregou suas armas a Megacles, um de seus oficiais.
As falanges gregas atacaram várias vezes, mas todos os ataques eram respondidos por contra-ofensivas romanas. Ainda que tivessem conseguido romper as primeiras linhas romanas, os gregos não conseguiam lutar contra elas sem romper sua própria formação, pois se arriscavam a deixar seus flancos expostos a um perigoso contra-ataque romano. Durante estes combates sem um vencedor claro, Megacles, que os romanos acreditaram ser Pirro, acabou morto e, no campo de batalha, se difundiu o rumor de que o rei epirota estaria morto, o que provocou uma desmoralização do exército grego e revigorou o moral romano. Para evitar um desastre, o rei teve que aparecer nas fileiras gregas com o rosto descoberto para convencer seus homens que ainda estava vivo. Neste momento, ele decidiu utilizar seus elefantes de guerra . Ao vê-los, os romanos se assustaram e o pânico se espalhou entre seus cavalos, praticamente interrompendo os ataques da cavalaria romana. A cavalaria epirota aproveitou para atacar neste momento os flancos da infantaria romana, que fugiu e permitiu que os gregos tomassem o acampamento romano. Nas batalhas antigas, o abandono do acampamento para o inimigo significava uma derrota total, pois significava que tudo havia sido abandonado: material, animais de carga, mantimentos e bagagens individuais. Os legionários sobreviventes fugiram para uma cidade apúlia, provavelmente perdendo todo o seu equipamento.
Plutarco fornece um número de baixas da batalha citando duas fontes muito divergentes. Segundo o historiador grego Jerônimo de Cárdia, o exército romano teria perdido 7 000 e os gregos, 4 000. Já Dionísio de Halicarnasso fornece números muito mais altos, 15 000 mortos romanos e 13 000 gregos.
Acrescenta-se a estes números cerca de 1 800 romanos capturados segundo Eutrópio. Um outro historiador, mais tardio, Paulo Orósio (380–418), fornece um balanço de perdas romanas com uma precisão surpreendente: 14 880 mortos e 1 310 capturados na infantaria, 246 cavaleiros mortos e 502 presos e mais 22 estandartes perdidos. Os números de Orósio são menores que os de Dionísio e Eutrópio.
Pirro então propôs que os prisioneiros se reunissem ao seu exército, como se fazia no oriente com os contingentes mercenários, mas eles se negaram.

## Consequências

Mapa do Mediterrâneo depois da Guerra Pírrica e imediatamente antes da Primeira Guerra Púnica

Terminada a batalha, depois de ter saqueado o acampamento romano, os reforços que vinham de Lucânia e Sâmnio se juntaram ao exército de Pirro. Muitas cidades gregas também se juntaram à campanha. Um claro exemplo foi Locros, que entregou a guarnição romana da cidade ao rei epirota. Em Régio, a posição mais ao sul na costa italiana controlada por Roma, o pretor campânio e comandante da guarnição, Décio Víbulo, desertou e se proclamou governante da cidade, massacrando parte dos habitantes e perseguindo outros, amotinando-se contra a autoridade romana.
O exército combinado grego-epirota avançou para o norte, na direção da Etrúria, e capturou várias cidades pequenas na Campânia, mas não conseguiu capturar Cápua, a capital. Seu avanço foi interrompido em Anagni, a dois dias de Roma (cerca de trinta quilômetros), quando se deparou com um outro exército romano. Pirro se deu conta de que não dispunha de forças suficientes para lutar contra Lavínio e Bárbula desta vez e decidiu se retirar. Os romanos preferiram não persegui-lo.
Mais tarde, o cônsul Caio Fabrício Luscino foi enviado para negociar uma troca dos prisioneiros capturados na Batalha de Heracleia. Há duas versões sobre este fato histórico. Uma proveniente dos textos de Frontino, que conta que, apesar de Caio Fabrício Luscino ter se recusado a aceitar os subornos do rei, Pirro acabou lhe entregando os prisioneiros ainda assim sob a condição de os devolverem se o senado romano se negasse a pagar o resgate. Como os senadores recusaram as propostas de Pirro, Fabrício os devolveu, respeitando sua promessa. A outra versão, de Plutarco, é que Fabrício Luscino negociou a devolução dos prisioneiros, que foram liberados sem condições. Além disso, Cineas, conselheiro e embaixador de Pirro, teria viajado até Roma para oferecer a paz, mas a intervenção do já idoso senador Ápio Cláudio Cego convenceu o senado a continuar a guerra. Em resposta pela libertação dos prisioneiros romanos, o senado devolveu um número equivalente de prisioneiros samnitas e tarantinos.
Como não podia conquistar Roma, Pirro decidiu retornar para Taranto. Em sua retirada para o sul, foi alcançado por um exército romano comandado por Públio Décio Mus em uma planície rodeada por colinas perto da cidade de Ásculo, a 130 quilômetros de Taranto. Sem condições de retirar-se, decidiu lutar, vencendo outra vez graças aos elefantes.

## Frases famosas

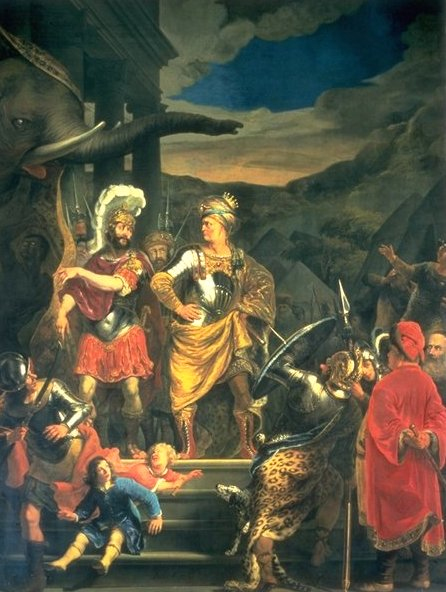
"Pirro e Fabrício"
1656. Por Ferdinand Bol, no Koninklijk Paleis, em Amsterdã

- Quando soube das grandes perdas sofridas durante esta batalha e foi felicitado pela vitória, Pirro teria respondido: "Outra vitória como esta e terei que retornar a Epiro sozinho".[34] A frase deu origem ao termo "vitória pírrica", que denota uma vitória que se consegue a um custo tão alto que deixa o vencedor incapaz de realizar novas operações.[35]
- Depois de sua vitória, o rei epirota observou que os soldados romanos haviam sido mortos de frente[p] e disse: "Com homens assim eu poderia conquistar o universo".[36]
- Encontrando o exército de Lavínio muito mais numeroso do que antes, o comandante epirota exclamou: "Destroçados, os batalhões romanos renascem como a hidra".[37]